# LHS 475 b
LHS 475 b è un pianeta extrasolare che orbita attorno alla stella nana rossa LHS 475, nella costellazione dell'Ottante, a 40,7 anni luce dalla Terra. Individuato inizialmente con il telescopio spaziale TESS, si tratta del primo pianeta la cui conferma è avvenuta tramite osservazioni col telescopio spaziale James Webb.

## Stella
LHS 475 è una piccola e debole nana rossa di magnitudine 12,7 e di tipo spettrale M3.5V. Ha una massa del 26% e un raggio del 28% di quelli del Sole, mentre la sua temperatura superficiale è di 3312 ± 157 kelvin.

## Sistema planetario
LHS 475 b era un candidato esopianeta individuato dal telescopio TESS, ricevette prima la denominazione di TIC 369327947 (TIC = TESS Input Catalogue), e successivamente, come oggetto d'interesse, la denominazione di TOI-910 (TOI – TESS Object of Interest). Nel gennaio del 2023 è stata confermata la presenza del pianeta dopo osservazioni di follow-up compiute col telescopio James Webb, che lo ha osservato nell'infrarosso tramite lo strumento NIRSpec.
Il pianeta ha dimensioni terrestri ed è certamente di tipo roccioso; il suo raggio è il 99% di quello terrestre e orbita attorno alla propria stella in appena due giorni, a una distanza di 0,0206 UA, che corrispondono a poco più di 3 milioni di chilometri. A quella distanza è in rotazione sincrona con la propria stella e la sua temperatura di equilibrio è piuttosto elevata: di 586 K in caso sia presente un'atmosfera che distribuisca uniformemente il calore su tutta la superficie, mentre 748 K è la stima della temperatura dell'emisfero rivolto alla stella nel caso l'atmosfera sia assente.